# 佩普 (新墨西哥州)
佩普（英語：Pep）是位於美國新墨西哥州羅斯福縣的非建制地區。

## 歷史
佩普的郵局自1936年營運至今。

## 地理
佩普所處的海拔為高於海平面1292米（即4239英呎），而該地所採用的時區為UTC-7，即北美山地时区（MST）。同時該地設有夏令時間，為UTC-7調快一小時，即UTC-6（MDT）。